# Buk Rohanův

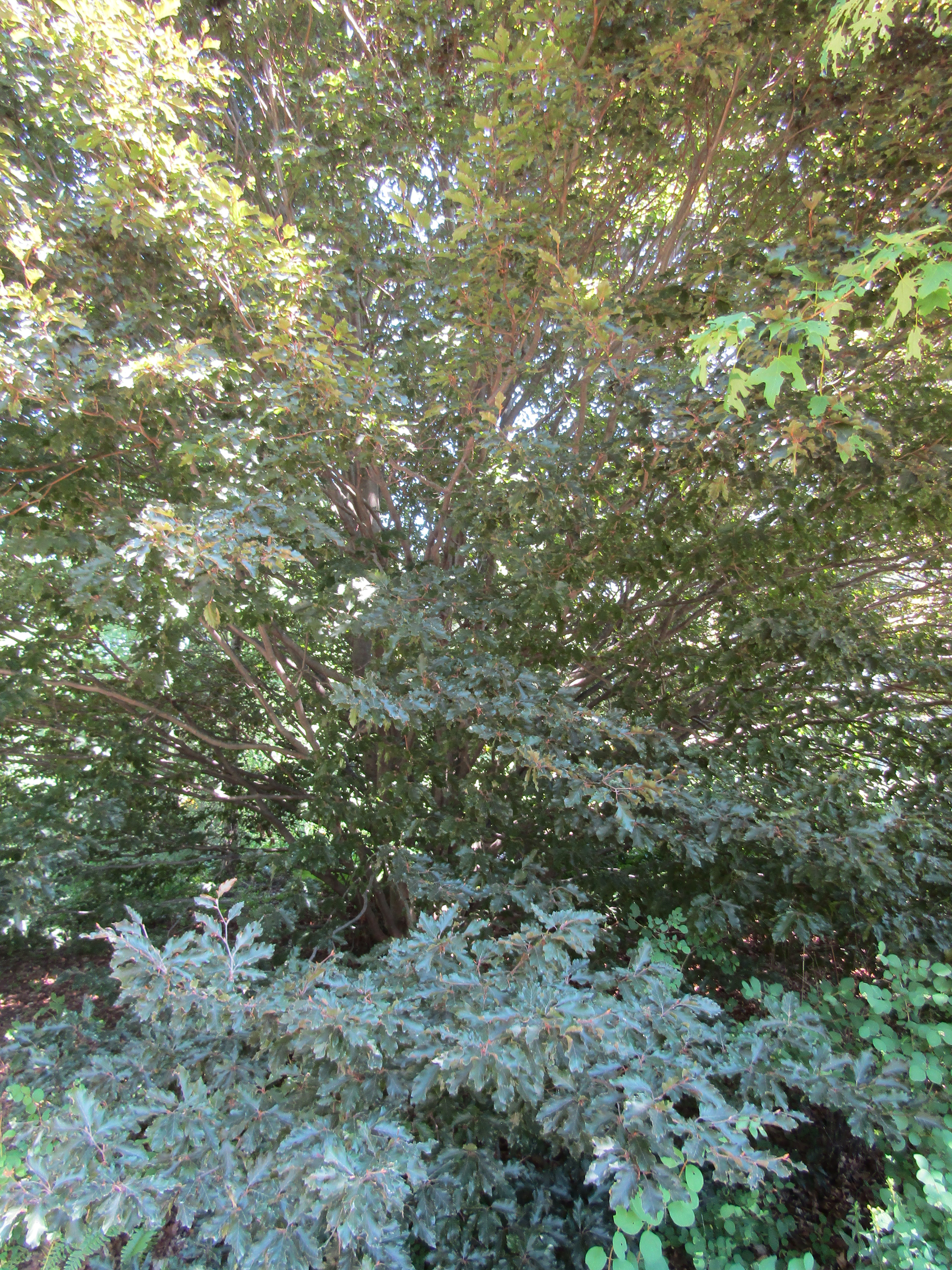
Buk Rohanův

Buk Rohanův (Fagus sylvatica 'Rohanii') je červenolistý kultivar buku lesního (Fagus sylvatica). Vyšlechtěn byl turnovským zahradníkem Vojtěchem Maškem a pojmenován po zemřelém knížeti Kamilu Rohanovi. První strom tohoto kultivaru byl vysazen roku 1891 v takzvané Maškově zahradě, kde roste dodnes.

## Popis
Je to statný strom s hruškovitou, vcelku pravidelnou korunou. Listy jsou chobotnaté, zvlněné, červenozeleně zbarvené. Typické vlastnosti kultivaru vznikly křížením červenolistého kultivaru Fagus silvatica 'Purpurea' a kultivaru s chobotnatými zelenými listy Fagus silvatica 'Asplenifolia'.